# Leonora Portugalska, aragonska kraljica
Leonora Portugalska (portugalski Leonor; 1328. – 30. listopada 1348.) bila je portugalska infanta i aragonska kraljica, kći Alfonsa IV. Portugalskoga i Beatricije Kastiljske te druga supruga kralja Petra IV. Aragonskoga.
Leonora je bila najmlađa kći svoga oca, rođena u Kraljevini Portugalu, a umrla je od kuge godinu dana nakon vjenčanja. Vjeruje se da Petar i Leonora nisu imali djece. Petar se potom oženio Eleonorom Sicilskom.